# مارك أجاي كوروتا
مارك أجاي كوروتا (باليابانية: 栗田 マークアジェイ) (مواليد 7 مارس 1998) هو لاعب كرة قدم ياباني.

## وصلات خارجية
- مارك أجاي كوروتا على موقع رابطة كرة القدم اليابانية للمحترفين (اليابانية)
- مارك أجاي كوروتا على موقع Soccerway.com (الإنجليزية)